# Георги Петлешев
Георги Димитров Петлешев е български партизанин.

## Биография
Георги Петлешев е роден е на 7 април 1913 г. в село Аджемлер (Аксаково). Участник в Съпротивителното движение по време на Втората световна война. Член на РМС, секретар между (1932 – 34).
Георги Петлешев е бил командир на първата варненска партизанска чета. 
Убит от полицията на 4 май 1942 г. край село Водица.
До началото на 90-те години квартал Младост във Варна носи неговото име.